# Tóth Gyula (labdarúgó, 1943)
Tóth Gyula (Dorog, 1943. október 14. – Dorog, 1997. november 18.) labdarúgóhátvéd, a Dorogi Bányász egykori legendás csapatkapitánya .

## Pályafutása
Szülővárosában kezdte a labdarúgást és egész pályafutását is ott töltötte. Buzánszky Jenő vezetőedző irányítása alatt került fel a felnőtt csapathoz. Élete első bajnoki mérkőzésére 1963. november 17-én került sor, a Tatabánya elleni 2-0-s győztes találkozón. Szintén pályára lépett a legendássá vált 1963-as bajnoki záró fordulóban a Ferencváros ellen, ahol a dorogiak győzelmükkel bajnoki címtől ütötték el Fradit. A kiváló adottságokkal rendelkező, csupaszív játékos hátvéd létére meglehetősen gólerős volt. Nem egy évadban a legeredményesebb góllövők között végzett. Hosszú pályafutása során 340 bajnoki mérkőzésen szerepelt és 43 gólt szerzett. Ebből 77 alkalommal játszott NB I-es mérkőzést, ahol két gólt szerzett. Ilku István visszavonulását követően ő lett a dorogi csapat kapitánya is. Pályafutásának utolsó mérkőzése is emlékezetesre sikerült. 1977 június 4-én, a bajnokaspiráns és egyben címvédő Újpesti Dózsa elleni győzelemmel búcsúzott, amellyel az Újpest elveszítette a versenyfutást a bajnoki címért.

## Sikerei, díjai
- NB II[3]
  - bajnok: 1971
  - 2.: 1973, 1976
  - 3.: 1968, 1969

## Civil élete
Polgári foglalkozása villanyszerelő volt és szakmájában dolgozott a Dorogi Bányagépgyárban. Ezen felül kitanulta a telefonszerelő mesterséget is és a bányatelefonok bekötését és javítását is végezte. Nős volt, két gyermek (Attila és Melinda) édesapja. Lánya lévén két unokát is megélhetett. 1997. november 18-án a lakása közelében lévő kedvenc törzsvendéglőjéből tartott hazafelé, ám útközben szívelégtelenség lépett fel és holtan esett össze. Mire a járókelők rátaláltak, már nem tudtak segíteni rajta.